# Duque de Pastrana (metropolitana di Madrid)
Duque de Pastrana è una stazione della Metropolitana di Madrid della linea 9.
Si trova sotto all'omonima piazza nel distretto di Chamartín.

## Storia
È stata inaugurata il 30 dicembre 1983 insieme al prolungamento dell'allora linea 9B (anche conosciuta come 9N) da Plaza de Castilla a Avenida de América, passando a far parte dell'attuale linea 9 il 24 febbraio 1986.

## Accessi
Vestibolo Duque de Pastrana
- Mateo Inurria Calle Mateo Inurria, 36 (angolo con Paseo de la Habana)